# Näsbergsgruvorna
Näsbergsgruvorna är ett nedlagt område med brytning av järnmalm i Jörns socken i Skellefteå kommun. De gamla gruvorna ligger på Näsberget, ett berg som är beläget strax söder om Byskeälven sju kilometer uppströms Myrheden och som når 387 meter över havet. Fyndigheten består av magnetit som i och för sig är järnrik men som ligger i smala stråk och därför är svår att utvinna på ett rationellt sätt. Brytningen inleddes på 1830-talet och blev Västerbottens läns enda järnmalmsgruva av större betydelse. Även om aktiviteter förekom i gruvområdet vid 1900-talets början har ingen egentlig brytning skett efter 1850-talet.

## Järnmalmsgruvorna
År 1832 reste hemmansägaren Carl Olof Furtenbach från Skellefteå till trakten för att undersöka rykten om att det fanns silvermalm i Kaxberget på norra sidan av Byskeälven. När inget silver påträffades begav han sig tillsammans med några personer från trakten i stället till Näsberget på andra sidan Byskeälven, där "rostfläckar" tidigare hade observerats, och sällskapet påträffade där en järnmalmsförekomst. Hemkommen till Skellefteå rekryterade Furthenbach några finansiärer från kustlandet som också blev delägare i fyndigheten. En av dem var landshövdingen i Norrbottens län, Carl Georg Sparre, som även var delägare i Robertsfors bruk. Därmed fanns en mottagare för den malm som skulle brytas.
Våren 1833 utfärdade tillförordnade bergmästaren Carl Fredrik af Ekenstam mutsedlar. Det konstaterades då att malmen förekom i "gångfyllningar eller streck" över ett stort område och att den innehöll upp till 70 % järn men tyvärr också en del svavelkis. 20 utmål (arbetsområden för gruvdrift) lades ut av bergmästaren över totalt 250 hektar. Kort därefter hölls konstituerande sammanträde med Näsbergs Grufve Bolag, med landshövding Sparre som störste ägare.

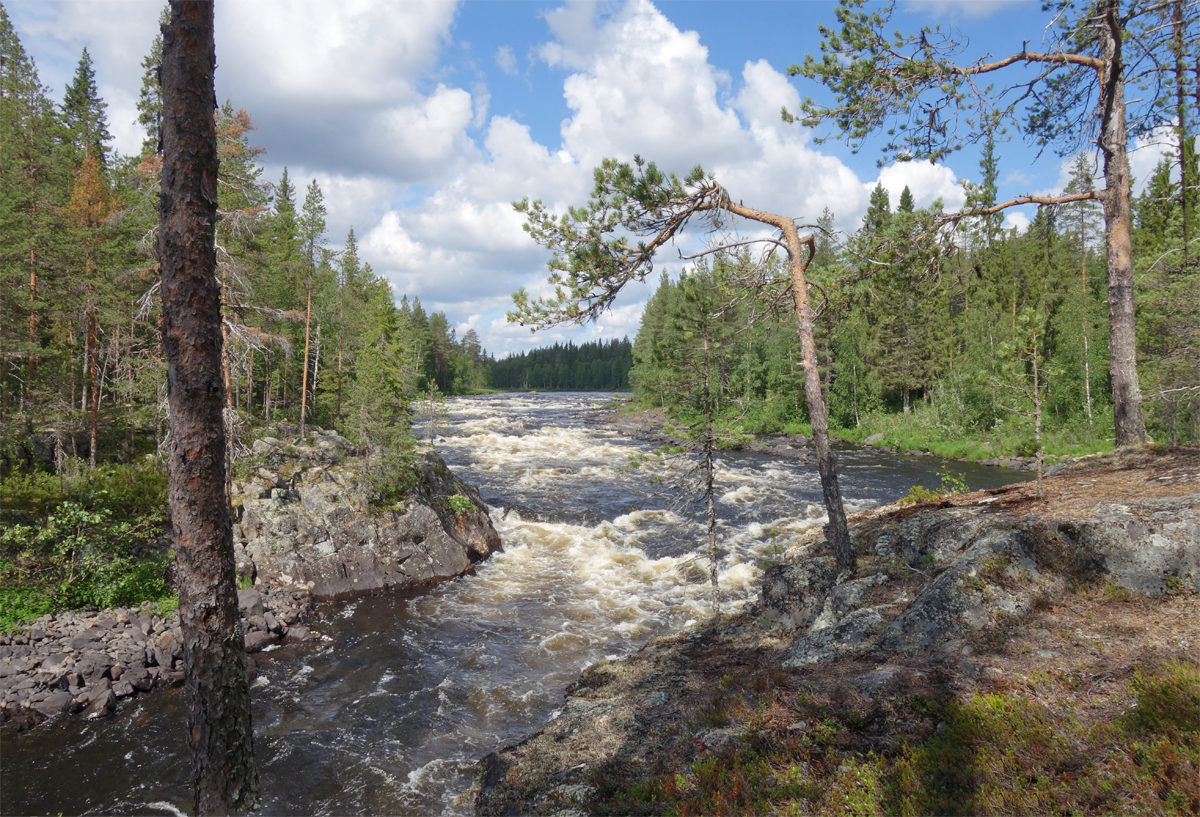
Kaxfallet, där en av masugnarna skulle placeras.

Redan då gruvbolaget bildades 1833 hade Carl Olof Furtenbach inlett viss verksamhet med lokal arbetskraft, varför det fanns en hel del malm lössprängd och sovrad (anrikad). Malmen kördes till Robertsfors bruk och provblåstes där i masugnen. Utbytet blev 63 % järn, vilket var ett bra resultat. I januari 1834 bestämdes att 155 ton skulle brytas så snart som möjligt. År 1836 bestod arbetsstyrkan av 15–20 man, huvudsakligen rekryterade från trakten, som arbetade mellan 10 och 60 dagar vardera. Man lyckades dock inte så bra med sovringen, varför malmen måste säljas till underpris, och då transporterna till Robertsfors bruk var kostsamma blev lönsamheten dålig. År 1837 började malm levereras till Rosfors bruk utanför Piteå, dit transporterna var lättare, och lönsamheten förbättrades. Samma år utarbetades planer på att anlägga två masugnar i närheten av gruvan, en vid Kaxfallet och en vid Näsbergsfallet i Byskeälven, men detta förverkligades aldrig. Efter 1840 låg gruvorna öde några år, men under Krimkriget 1853–1856 ökade efterfrågan på malm och exploateringen blev åter lönsam. Därefter tycks verksamheten ha avvecklats. Även under senare delen av 1800-talet förekom en del transaktioner med andelar och inmutningar, men någon egentlig exploatering återupptogs inte. Så sent som 1927 besökte tyska intressenter Näsberget och studerade fyndigheten, men malmen ansågs inte brytvärd.

## Hemmanet Näsberg
Redan före gruvbrytningen fanns på Näsberget ett nybygge, kallat Näset (numera Näsberg), med Johan Fredrik Björk som innehavare. Han var den som först noterat "rostfläckarna" på berget och som visade Furtenbach till platsen. Björk fick också en andel i fyndigheten men sålde den innan gruvbolaget bildades 1833. Snart sålde han även sitt nybygge till gruvbolaget, som uppförde de flesta av sina byggnader där: en "manbyggnad" av timmer, en klensmedja för att vässa och justera borrarna, flera smedjor, en proviantbod med mera. När bokhållaren Carl Petter Björk (det finns inga uppgifter om att han skulle ha varit släkt med Johan Fredrik Björk) rekryterades från Meldersteins bruk för att bli inspektor vid Näsbergsgruvan fick han bosätta sig i manbyggnaden på Näset. År 1849 återgick nybygget till den ursprunglige ägaren, men denne hade då redan flyttat till Piteå och kvar på gården blev två inhyses familjer och ett fattighjon.
Hemmanet Näset (på kartan kallat Näsberget) skattlades 1869. På gården fanns då dels det ursprungliga nybygget, dels gruvbolagets manbyggnad, samt diverse uthus. Hemmanet förvärvades 1874 med skattemannarätt av en av det sena 1800-talets intressenter, godsägaren Gottfried Berg från Stockholm, och det ärvdes därefter av hans son Axel. Den sistnämnde hoppades kunna återuppta gruvverksamheten, men då detta inte lyckades sålde han 1915 gården till Domänverket. Åkerarealen var då endast 0,5 hektar. Näset uppläts 1917 som odlingslägenhet, nya byggnader uppfördes och nyodlingar gjordes. En enkronasväg bröts ned till Byskeälven men någon bro kom inte till stånd. År 1953 övergavs gården och de flesta byggnaderna revs. Endast ett hus blev kvar som fritidsbostad.

## Bruksnybyggen
Gruvbolaget beslöt 1835 att anlägga att anlägga några nybyggen i omgivningarna där gruvarbetare skulle kunna bo och odla mark. Fem platser utsågs och namngavs efter en barnramsa: Snipp, Snapp, Snorum, Hej och Basalorum. Det är inte känt vem som hittat på de fyndiga namnen, men kanske var det Carl Olof Furtenbach. Enligt 1850 års mantalslängd var bolaget då fortfarande ägare, men 1855 fanns enskilda nybyggen på alla fem platserna. Snipp ligger 16 km sydost om Näsberget och saknar numera byggnader. Snapp ligger 14 km i samma riktning och är fortfarande bebott. I Snorum, fyra kilometer söder om Näsberget, står några byggnader kvar. Hej är en bebodd by på andra sidan Byskeälven. Basalorum återfinns inte längre på kartorna men ska ha varit beläget strax väster om Hej. Förutom dessa nybyggen köptes den befintliga gården Kaxliden på norra sidan av Byskeälven in som gruvhemman, och där finns fortfarande fastboende.